# Banite
Banite (Bulgaars: Баните) is een dorp en een gemeente in de Bulgaarse oblast Smoljan. Op 31 december 2019 telde het dorp Banite 852 inwoners, terwijl de gemeente Banite, bestaande uit negentien andere dorpen, een bevolkingsaantal van 3.722 had. Banite ligt ongeveer 40 km ten oosten van het skigebied Pamporovo. De Bulgaarse hoofdstad Sofia ligt 183 km ten noordwesten van Banite.

## Bevolking

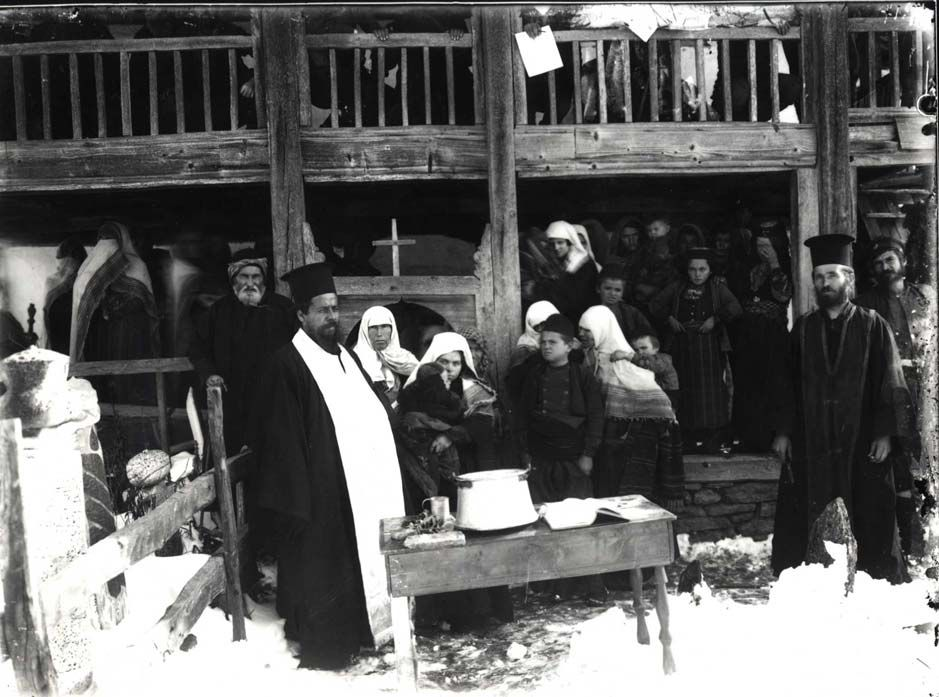
Gedwongen bekering van geïslamiseerde Bulgaren (Pomaken) naar het christendom

Op 31 december 2019 telde het dorp 852 inwoners, een aantal dat de afgelopen decennia continu afnam. Ongeveer 85% van de bevolking en 98,7% van de respondenten op de optionele volkstelling van 2011 identificeerden zichzelf als etnische Bulgaren. 
 De grootste leeftijdscategorie bestaat uit 50 t/m 54-jarigen (123 personen), gevolgd door 40 t/m 44-jarigen (100 personen) en 45 t/m 49-jarigen (88 personen). De grootste geloofsovertuigingen zijn het christendom en de islam.

## Nederzettingen
De gemeente Banite bestaat uit de onderstaande twintig dorpen. 
| - Banite - Basilkovo - Visjnevo - Valtsjan Dol - Bozadzji - Glogino - Davidkovo - Dve Topoli - Debeljanovo - Drjanka | - Zagrasjden - Krastatitsa - Malka Arda - Malko Kroesjevo - Orjachovets - Planinsko - Ribel Dol - Slivka - Starnitsa - Trave |

Banite · Borino · Devin · Dospat · Madan · Nedelino · Roedozem · Smoljan · Tsjepelare · Zlatograd